# デモンバスタークラブ 乙女たちの絶対領域
『デモンバスタークラブ 乙女たちの絶対領域』（デモンバスタークラブ おとめたちのぜったいりょういき）は、日本の特撮オリジナルビデオ。2007年1月26日に発売された。スカパー!・パンチクラブのアクションアイドル育成番組『戦うおんなのこ』主催のアイドルアクションムービーシリーズの一つで、『聖少女戦士St.ヴァルキリー』に続くシリーズ第2弾｡

## あらすじ
名門女子校・白夜鷹女子学園。この学園には、20年に一度甦るデモン（悪魔）をデモンバスターと呼ばれる乙女が倒すという使命が隠されていた。しかし現代においては、この伝説をまともに信じる者は誰もいなかった。デモンバスターは「退魔部」という部活として一応存在したものの、部員はミユ、シンディ、ユカの3人のみで、ミユ以外は今一つやる気がなかった。しかし、デモン復活に当たる2006年、現実にデモンが出現。部活をおろそかにしていた部員たちでは到底歯が立たない。そのとき、転校生の蓮香がデモンバスターに変身し、颯爽とデモンを倒す。伝説が現実だったと知ったミユは、蓮香のもとでデモンバスターとしての特訓を始める。そしてデモン復活の日、退魔部ことデモンバスタークラブがデモンたちに立ち向かう。

## 登場人物
本郷 ミユ（ほんごう ミユ）
主人公。白夜鷹女子学園中等部3年生で、スポーツ万能の明るい少女。退魔部で唯一、デモンの研究と退魔の特訓に日々明け暮れている。
如月 シンディ（きさらぎ シンディ）
白夜鷹女子学園中等部1年生で、退魔部の部員。日米ハーフの美少女で、中1ながら一流大学生なみの天才だが、それだけに周囲から浮いた存在でもある。
北条 ユカ（ほうじょう ユカ）
白夜鷹女子学園高等部2年生で、退魔部の部長。予知能力の持ち主。カード占いが趣味だが、悪い占いばかり当たるために周囲から避けられている。
西園寺 蓮香（さいおんじ れんか）
ユカのクラスの転入して来た転校生。「魔装（まそう）」のキーワードともにデモンの力を身に纏うことで、デモンバスター・蓮香へと変身し、強力な闘技でデモンと戦う。
小川 陽子（おがわ ようこ）
ユカの同級生。デモンの復活の日が近づくにつれ、デモーネと呼ばれるデモンの尖兵として覚醒し、学園内を混乱に陥れる。
北原 爛（きたはら らん）
ユカたちのクラスの担任を務める教育実習生。気が弱く、騒々しい生徒たちに手を焼いている。陽子同様、デモン復活にともなってデモーネとして覚醒する。

## 出演
- 本郷ミユ：渡辺未優
- 如月シンディ：シンディ・ジョンソン
- 北条ユカ：山田悠香
- 西園寺蓮香：林美和
- 北原爛：吉田真衣
- 西崎好子：関田豊枝
- 東野美紀：三本綾子
- 小川陽子：日美野梓
- 京子：坂口愛
- 美緒：仲村ともみ
- 生徒たち：小熊直子、松田尚子、新実菜々子、テアトルアカデミー

## スタッフ
- 監督・原作：畑澤和也
- アクション監督：川名求巳
- プロデューサー：かがわりえ
- 脚本：緒川いづみ
- 撮影：土田淳一
- スチール：HIROKAZU
- 制作：ピースモア

## 主題歌
「キラキラ☆恋モード」
作詞・作曲 - 志倉千代丸 / 編曲 - 松井俊介 / 歌 - Baby POP School